# Протесты против повышения пенсионного возраста во Франции (2023)
Протесты против повышения пенсионного возраста во Франции — серия всеобщих забастовок и демонстраций, организованных во Франции с 19 января 2023 года лидерами официальных профсоюзов правительства Борн, предполагающей повышение пенсионного возраста с 62 до 64 лет. Ещё до демонстраций забастовку объявили на государственных АЭС.
Это вторая попытка Макрона повысить пенсионный возраст. Первая была предпринята на рубеже 2019/2020 годов и не прошла из-за протестов «жёлтых жилетов» и самых продолжительных с 1968 года забастовок (а в 2020 г. планы реформирования пенсионной сферы вообще приостановили ввиду пандемии).
11 марта 2023 года верхняя палата парламента проголосовала за законопроект правительства. Если проект не будет утверждён нижней палатой, правительство может ввести закон своим постановлением. 16 марта премьер-министр Франции Элизабет Борн объявила о принятии пенсионной реформы без финального голосования в Национальной ассамблее.

## Ход событий
19 января. Первая общенациональная забастовка против пенсионной реформы
19 января Министерство внутренних дел насчитало 1,12 миллиона демонстрантов, в том числе 80 тысяч в Париже. Сообщалось о более чем 200 демонстрациях по всей стране.
21 января
Ещё одна демонстрация, давно запланированная студентами и молодёжными организациями, прошла в Париже в субботу, 21 января.
Демонстрации, организованные различными группами, происходили и в других городах, например, в Динане, Лиможе и Лионе.
| Город     | По данным полиции | По данным профсоюзов                      |
| --------- | ----------------- | ----------------------------------------- |
| Париж     | 80 000            | 400 000                                   |
| Марсель   | 26 000            | 140 000                                   |
| Лион      | 23 000            | 38 000                                    |
| Тулуза    | 36 000            | 50 000                                    |
| Ницца     | 7 500             | 20 000                                    |
| Нант      | 40 000            | 75 000                                    |
| Монпелье  | 15 000            | 25 000                                    |
| Страсбург | 10 500            | N/A от 18 000 до 20 000 по данным прессы. |

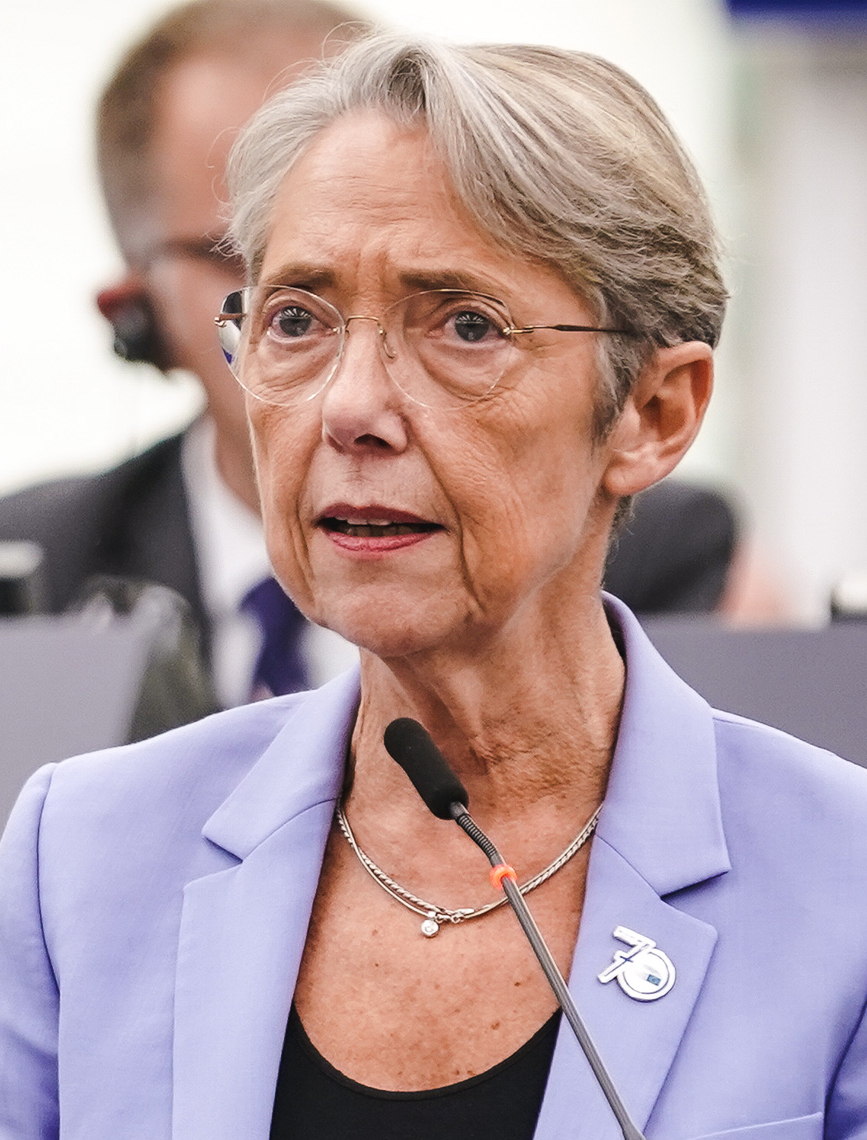
Премьер-министр Франции с мая 2022 года Элизабет Борн

| Бордо     | 16 000            | 60 000                                    |
| Лилль     | 16 000            | 50 000                                    |

31 января. Вторая общенациональная забастовка
Стачка затронула электростанции, нефтепереработку, общественный транспорт (поезда, метро, автобусы), систему образования.
По данным Министерства внутренних дел, по всей стране на улицы вышли 1,2 млн демонстрантов, превысив показатели первого дня забастовок и протестов 19 января.
На атомных электростанциях государственной монополии «Électricité de France» (59 энергоблоков) мощность снижена на 3 ГВт (эквивалентно примерно 3 блокам).
7 февраля
Третий национальный день протеста, по оценкам профсоюза «Всеобщая конфедерация труда» (CGT) — почти 2 млн демонстрантов, из них 400 тыс. — в Париже.
Как сообщил Euronews, акции протеста, прошедшие в этот день, сопровождались беспорядками. В центре Парижа были подожжены машина и несколько мусорных баков, это произошло, когда полиция атаковала толпу и разогнала протестующих слезоточивым газом. Как было отмечено, в демонстрации принимали участие целые семьи с транспарантами, которые издание назвало эмоциональными. На одном из таких плакатов, который нёс подросток, было написано, что он не хочет, чтобы его родители умерли на работе.

#### Угроза бессрочной забастовки с 7 марта

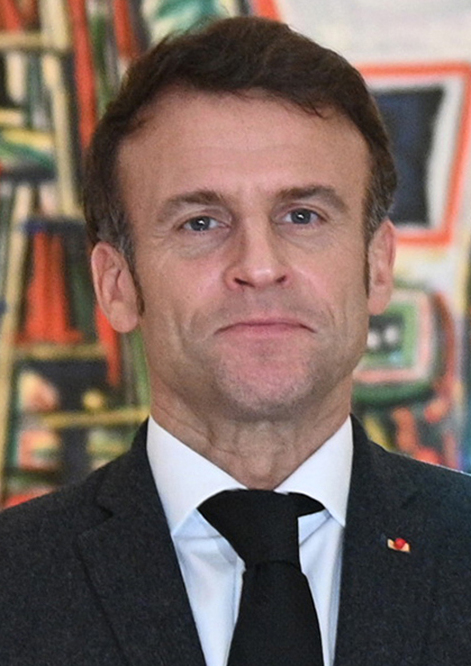
Президент Франции Эмманюэль Макрон

Предположительно проект Макрона перейдёт на рассмотрение в Сенат 7 марта. «Профсоюзы призывают всех работников, молодёжь и пенсионеров „заблокировать“ Францию во всех секторах, начиная с 7 марта», — сообщил генеральный секретарь профсоюза «Сила рабочих» (FO) Фредерик Суйо на совместной пресс-конференции французских профсоюзов (транслировал телеканал BFMTV).
7 марта, вторник
Работники ряда АЭС прекратили работу ещё в пятницу 5 марта, накануне к ним присоединились сотрудники трёх из четырёх французских терминалов СПГ.
Заблокированы все НПЗ страны (8), принадлежащие 3 компаниям — Esso-ExxonMobil, TotalEnergies и Petroineos.
В большинстве городов приостановлен вывоз мусора.
7 марта 2023 года Bloomberg сообщило, что в связи с протестами увеличилось давление на энергетическую систему Франции уже пострадавшую от отключений ядерных реакторов и сокращения поставок газа из России. Подчеркивалось, что протесты затронули всю энергетическую инфраструктуру от терминалов импорта природного газа до нефтеперерабатывающих заводов и электростанций. Согласно заявлению оператора энергосистемы, в результате забастовки 7 марта мощность снизилась на 5,6 гигаватт.
По данным агентства, цены на электроэнергию во Франции торговались на бирже Epex Spot SE с премией в 50 % по сравнению с немецким рынком. TotalEnergies и Exxon Mobil сообщили об остановке поставок с принадлежащих им нефтеперерабатывающих заводов. По заявлению профсоюза CGT, протестующими были заблокированы четыре терминала по приему СПГ. Подчеркивалось, что ситуация осложняется резким похолоданием во Франции, что дополнительно увеличило нагрузку на энергосистему региона.
Забастовка мусорщиков

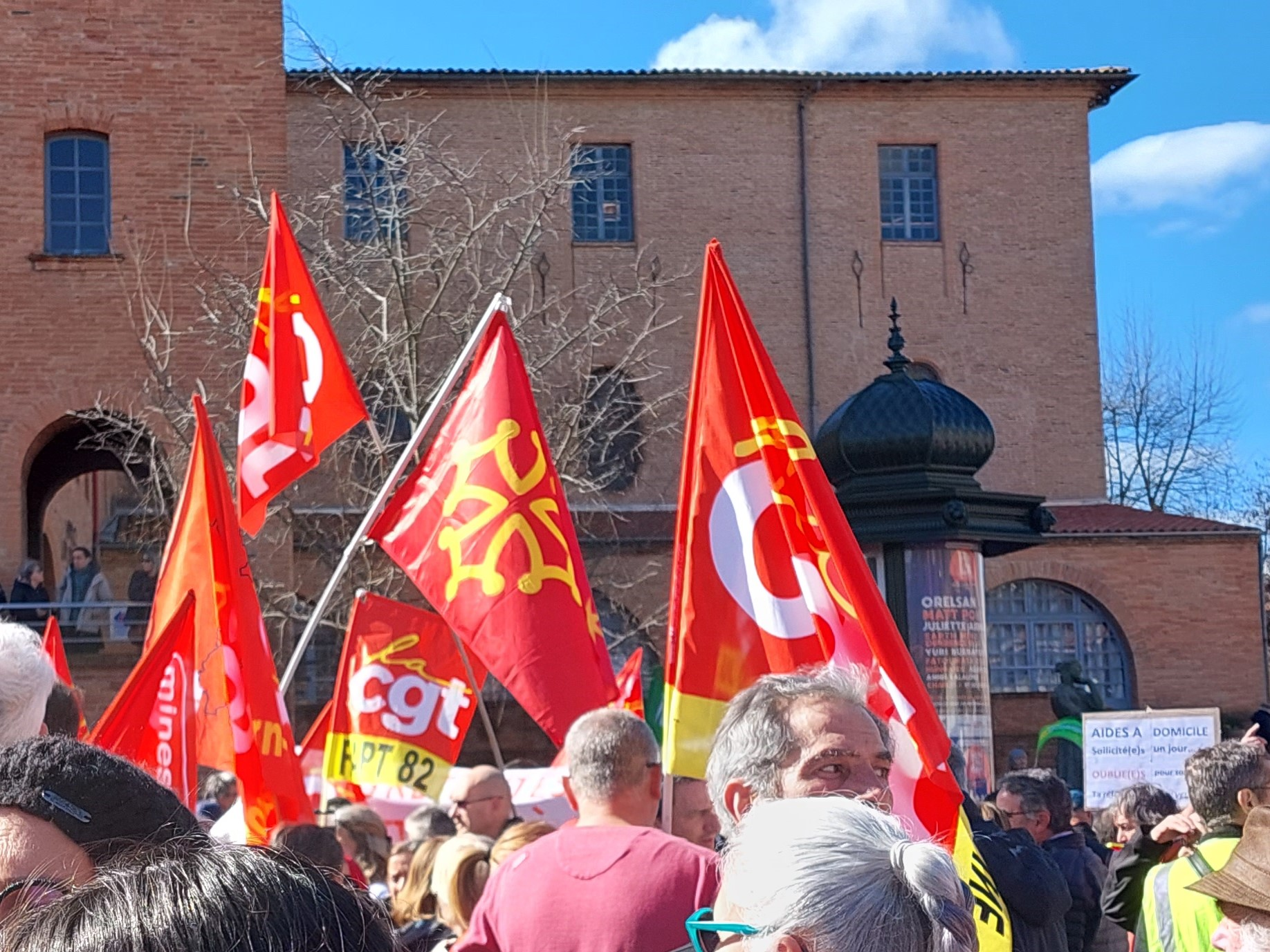
Демонстрации против пенсионной реформы 15 марта в Монтобан в Окситании.

15 марта New York Times сообщил о продолжающейся более недели забастовке мусорщиков в Париже и некоторых других городах Франции. Издание назвало источающие неприятный запах кучи мусора выше человеческого роста на фоне Эйфелевой башни интуитивным символом народного возмущения планом правительства. Как было отмечено, днем ранее общественные лидеры протестов в Париже проголосовали за продолжение забастовки еще на неделю, независимо от результатов голосования. Подчеркивалось, что многие жители Франции видят в запланированных изменениях угрозу своему образу жизни и ценностям.
16 марта, четверг
Премьер-министр Франции Элизабет Борн объявила о принятии пенсионной реформы без финального голосования в Национальной ассамблее.
23 марта, четверг
Reuters сообщил о продолжающихся 16-й день забастовках, которые нарушили работу французских НПЗ, терминалов СПГ, энергоснабжения и обслуживания реакторов. Генеральный секретарь профсоюза FO-ADP Фабрис Крике заявил о планах продолжить забастовку и заблокировать экономику до тех пор, пока Макрон не отзовет свой законопроект, отметив, что не видит в сложившейся ситуации другого выбора. Агентство сообщило со ссылкой на разные источники, что было заблокировано обслуживание одиннадцати ядерных реакторов, доступность мощность электроэнергии во Франции сократилась на 21 гигаватт, а на терминале сжиженного природного газа (СПГ) в Дюнкерке был объявлен форс-мажор. Было также отмечено, что забастовки на НПЗ привели к нехватке топлива на некоторых АЗС на юге Франции. Согласно данным министерства энергетики днём ранее примерно на 15 % заправочных станций закончился как минимум один продукт. Кроме того, в регионах на западе и юге Франции более трети станций столкнулись с нехваткой электроэнергии.
Агентство также сообщило, что на нефтеперерабатывающем заводе Gonfreville, производительность которого составляет 240 тыс. баррелей в сутки, было остановлено производство, а на НПЗ Feyzin, мощностью 119 000 баррелей, производство были вынуждены сократить из-за забастовок. Оба завода принадлежат TotalEnergies. Было также отмечено, что в порту Жером-Граваншон на севере Франции 18 марта забастовка возобновилась и он заблокирован, как было отмечено, его пропускная способность — 240 тыс. баррелей в сутки.
В тот же день Reuters сообщил о марше, численностью несколько сотен тысяч демонстрантов, который прошёл в Париже против законопроекта о повышении пенсионного возраста. По данным профсоюзов численность составила 800 тысяч человек. Во время шествия произошли беспорядки, полиция применила слезоточивый газ, был задержан 21 человек. Дополнительно сообщалось о применении Полицией слезоточивого газа в ряде других городов, в том числе в Нанте и Бордо на западе Франции. Как было отмечено, полиция также применила водометы против в городе Ренн на северо-западе Франции.
28 марта, вторник

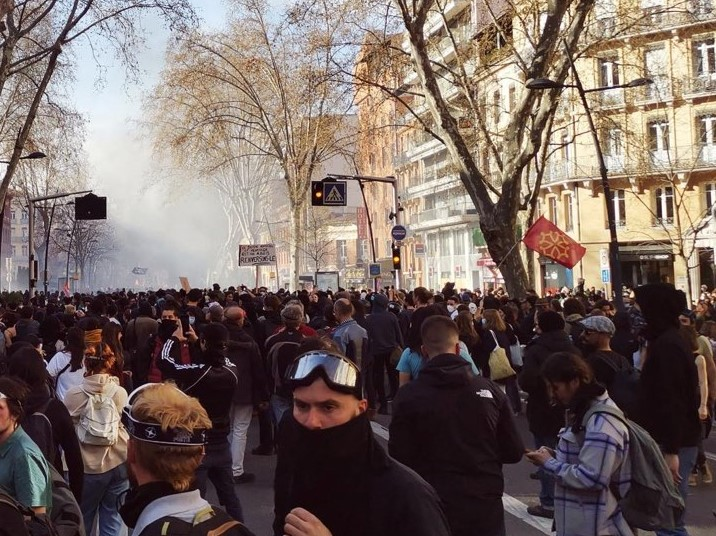
Демонстрации против пенсионной реформы 28 марта в Тулуза в Окситании.

По данным Reuters, к 21 дню забастовки она в той или иной степени привела к снижению производства на всех французских нефтеперерабатывающих заводах. Как было отмечено, на трех НПЗ было остановлено производство, два НПЗ снизили мощность, а еще два завода были остановлены на ремонт. Агентство сообщило о перебоях с топливом в некоторых регионах Франции. В связи с падением спроса со стороны НПЗ рекордное количество нефти осталось на борту танкеров. По данным аналитика по нефти Йоханнеса Раубала, суммарная загрузка танкеров с нефтью и нефтепродуктами, находившихся во французских водах показала рекордные значения за всю историю наблюдений. Сообщалось также, что протесты вызвали сбои в работе авиакомпаний.
30 марта, четверг
Euronews рассказал об уголовном преследовании 50-летней жительницы северной Франции по имени Валери за оскорбление президента Франции Эммануэля Макрона в социальных сетях из-за его решения провести спорную пенсионную реформу. Как сообщалось, 24 марта, Валери была арестована у себя дома тремя полицейскими. По данным прокуратуры, она обвиняется в оскорблении президента республики и предстанет перед судом 20 июня в Сент-Омере. Если она будет признана виновной, ей грозит тюремное заключение и штраф в размере 15 000 евро.
19 апреля, среда
Reuters сообщило, что 60-летний альпинист Ален Робер, известный как «Французский человек-паук», взобрался на 38-этажный небоскреб в Париже, чтобы продемонстрировать свою поддержку протестующих против закона о пенсиях. Подчёркивалось, что альпинист действует без страховки и использует только голые руки и пару альпинистских туфель. Робер заявил, что призывает Эмманюэля Макрона вернуться на землю.
24 апреля, понедельник
France 24 сообщил, что протесты против пенсионной реформы выразились в стуке кастрюлями и сковородками в более чем в 400 местах перед ратушей и на улицах Парижа, Марселя, Тулузы, Страсбурга и других районов, чтобы заглушить голос Макрона во время его выступления. Было отмечено, что ранее в тот же день кастрюли и сковородки использовались чтобы преследовать министров во время официальных поездок. Инциденты имели место с министром здравоохранения Франсуа Брауна во время посещения больницы в Пуатье и с министром образования Папа Ндиайе в Лионе при попытке избежать встречи с демонстрантами.
Было отмечено, что во Франции подобная традиция насчитывает сотни лет. Согласно комментарию историка, во время Июльской монархии 1830 года республиканцы желавшие свергнуть короля Луи-Филиппа, били кастрюли и посуду, чтобы выразить несогласие с государственным аппаратом. По его словам, в то время, когда в стране было всего 200 000 избирателей, кастрюля была способом самовыражения для тех, у кого не было права голоса. Он уточнил, что битье кастрюль впервые возникло в Средние века, в народной традиции «Чаривари», согласно которой неодобрение неудачного брака выражалось концертом кастрюль, трещоток, криков и свистков.